# Museu Histórico Municipal de Guarulhos
Museu Histórico Municipal de Guarulhos é um museu localizado na cidade de Guarulhos, no estado de São Paulo, e inaugurado em 10 de Outubro de 1960. O edifício do museu também é utilizado pela Biblioteca Pública Municipal Paulo do Carmo Dias.

## Acervo
O museu conta com um acervo de cerca de mil peças, que incluem instrumentos musicais, material audiovisual, obras de arte sacra e utensílios domésticos.

## Administração
A Secretaria de Cultura de Guarulhos é responsável pelo museu, sendo responsável pelo patrimônio histórico da cidade.